# Niviventer fraternus
Niviventer fraternus es una especie de roedor de la familia Muridae.

## Distribución geográfica
Es endémica de las selvas montanas de Sumatra.

## Estado de conservación
Se encuentra amenazada por la pérdida de su hábitat natural.